# Xul Solar
Xul Solar, il cui vero nome era Oscar Agustín Alejandro Schulz Solari (San Fernando, 14 dicembre 1887 – Tigre, 9 aprile 1963), è stato un pittore, glottoteta, intellettuale e inventore argentino.

## Origini
Cresciuto nella provincia di Buenos Aires in una famiglia cosmopolita. Suo padre Emilio Schulz Riga, era nato a Riga, attuale capitale della Lettonia, allora parte della provincia della Livonia, sotto la dominazione zarista. Sua madre, l'italiana Augustina Solari, era originaria di Zoagli, una cittadina presso Rapallo, in provincia di Genova. Una sorella minore morì prematuramente all'età di due anni. 

## Studi e viaggi in Europa
Solar fu educato a Buenos Aires. Studiò musica e poi architettura anche se non completò mai i suoi studi in questo campo. Dopo aver lavorato come insegnante e dopo aver cambiato numerosi lavori nell'amministrazione municipale, il 5 aprile 1912 decise di imbarcarsi come membro dell'equipaggio sulla nave English Carrier, teoricamente per raggiungere Hong Kong. In realtà sbarcò appena giunto a Londra e si diresse in Italia, a Torino. Ritornò ancora a Londra per incontrare sua madre e sua zia che lo raggiunsero dall'Argentina. Con le due donne viaggiò tra Parigi, Torino e Genova fino a raggiungere Zoagli, luogo di nascita della madre. Negli anni seguenti, nonostante lo scoppio della prima guerra mondiale, viaggiò fra la Francia e l'Italia toccando anche Tours, Marsiglia e Firenze. Verso la fine della guerra lavorò al consolato argentino a Milano. Personaggio eccentrico, cominciò a interessarsi fra l'altro di magia, astrologia, linguistica, occultismo e religione. 

## Esordi nella carriera artistica
Durante gli anni della Grande Guerra, Solar fece amicizia con l'artista argentino Emilio Pettoruti, allora residente in Italia e tramite questi entrò in contatto con i gruppi futuristi. Sotto l'influenza di questi nuovi contatti, Solar cominciò a dipingere, prima ad acquarello, che sarebbe rimasto sempre uno strumento espressivo privilegiato della sua arte, poi con le tempere e infine, ma solo occasionalmente, ad olio. Usando i cognomi di suo padre e di sua madre, ma alterandone la grafia, ricavò lo pseudonimo di Xul Solar che adottò per firmare i suoi lavori artistici. Xul oltre ad avere un suono simile a Schulz, doveva essere l'anagramma della parola latina Lux, luce. Solar in spagnolo aveva un significato doppio perché poteva riferirsi al sole, ma anche al suolo, pertanto il suo pseudonimo richiamava una cosmogonia per la quale l'arte metteva in contatto il celeste con il terrestre. La prima mostra importante di Xul Solar risale al 1920, in una galleria di Milano, in coppia con lo scultore Arturo Martini. 

## Ritorno in Argentina
Negli anni del primo dopoguerra continuò a viaggiare instancabilmente, visitando anche la Germania. Nel 1924 i suoi lavori furono esposti a Parigi in una mostra dedicata agli artisti latinoamericani. In questo periodo conobbe il famoso mago britannico Aleister Crowley e la sua amante Leah Hirsig, dei quali avrebbe potuto diventare discepolo. Lo stesso anno invece Solar ritornò a Buenos Aires, dove entrò a far parte del gruppo di avanguardia Florida, raccolto attorno alla rivista Martín Fierro. Solar lavorò come illustratore della rivista dal 1924 al 1927. Nella cerchia di artisti e intellettuali del gruppo c'era anche il giovane Jorge Luis Borges col quale Solar strinse amicizia. Nello stesso gruppo egli conobbe il poeta e romanziere Leopoldo Marechal che lo avrebbe ritratto nel personaggio dell'astrologo Schultze nel suo famoso romanzo Adán Buenosayres. Solar cominciò a esporre frequentemente nelle gallerie di Buenos Aires. In particolare ebbe grande successo una mostra di pittura moderna nel 1926 dove espose insieme a Pettoruti e a Norah Borges, sorella di Jorge Luis. 

## Ultimi anni
Per tutto il resto della sua vita Solar espose regolarmente a Buenos Aires e a Montevideo, in Uruguay, ma non espose più in nessuna grande mostra europea, fino agli ultimi anni della sua vita. Nel 1962, un anno prima della morte, fu organizzata una sua personale al Musée National d'Art Moderne a Parigi. Cinque anni dopo la sua morte, l'amico Emilio Pettoruti pubblicò una sua biografia. Un certo numero delle sue opere sono attualmente esposte al Museo Nacional de Bellas Artes di Buenos Aires. La sua casa di Tigre, dopo la sua morte, fu trasformata in un museo dedicato alla sua opera. 

## Opere e interessi
I lavori di Xul Solar erano principalmente acquarelli, spesso con l'uso di colori stridenti e brillanti, tipicamente di piccolo formato. Il suo stile visuale sembra equidistante tra quello di Vasilij Kandinskij e Paul Klee da un lato e quello di Marc Chagall dall'altro. Solar amava anche lavorare con media artistici estremamente non-convenzionali, per esempio producendo pianoforti modificati, inclusa una versione con tre file di tastiere. La pittura di Xul Solar è fantastica più che surrealista, come pure fu definita a suo tempo. Fernando Demaría in un saggio intitolato Xul Solar e Paul Klee, pubblicato sulla rivista Lyra in Argentina nel 1971, scrisse: «Non è facile per lo spirito umano elevarsi dall'astrologia all'astronomia, ma faremmo un errore a dimenticare che un autentico astrologo come Xul Solar è vicino alla fonte delle stelle. Il primitivismo di Xul Solar è anteriore all'apparizione degli dei. Gli dei corrispondono a una forma di energia più evoluta». Xul Solar si interessò profondamente di astrologia. Almeno a partire dal 1939 cominciò a disegnare carte astrologiche. Si interessò anche di buddhismo ed era fermamente convinto dell'esistenza della reincarnazione. Disegnò per sé stesso uno speciale mazzo di tarocchi. Queste sue convinzioni spirituali si riflettono nella sua pittura che spesso mostra stelle, strade, occhi, divinità precolombiane, simboli religiosi. Il tutto fluttuante nello spazio vuoto, in analogia con l'arte delle incisioni rupestri, suggerendo la realtà come una visione senza tempo né spazio.

Solar inventò due lingue artificiali completamente sviluppate, simboli le cui figure si trovano nei suoi quadri e fu anche un esponente della matematica duodecimale. Disse di sé stesso: «Sono maestro di una scrittura che nessuno può ancora leggere». Una delle due lingue che aveva inventato si chiamava Pan Criollo ed era una fusione poetica di portoghese e spagnolo che affermava di usare spesso per comunicare con le persone. L'altro linguaggio, battezzato Pan Lingua, aspirava ad essere una lingua universale connettendo concetti tratti dalla matematica, dalla musica, dall'astrologia e dalle arti visuali. Un'idea reminiscente del Gioco delle perle di vetro di Hermann Hesse.

Anche i giochi erano di particolare interesse per Solar, inclusa una versione alternativa degli scacchi che aveva inventato, e battezzato più precisamente non-scacchi. Era composta di una serie di scacchiere disposte in verticale con i pezzi che si potevano muovere dall'una all'altra scacchiera in corrispondenza con schemi zodiacali e di costellazioni.

## Solar e Borges
Fuori dall'Argentina, Xul Solar è conosciuto specialmente per la sua amicizia con Jorge Luis Borges. Il grande scrittore argentino affermava che Solar era capace di creare varie cosmogonie in una sola serata. Nel 1940 Borges lo incluse anche come personaggio secondario nel suo Tlön, Uqbar, Orbis Tertius; nel 1944 il pittore illustrò un'edizione limitata, 300 copie, di Un modelo para la muerte (Un modello per la morte) scritto da Borges e Bioy Casares sotto lo pseudonimo collettivo di Suárez Lynch. Con Borges aveva in comune l'interesse per la poesia espressionista tedesca, per le opere di Swedenborg, Swinburne e Blake e per le filosofie orientali, specialmente il buddhismo e I Ching.